# Liebigbild

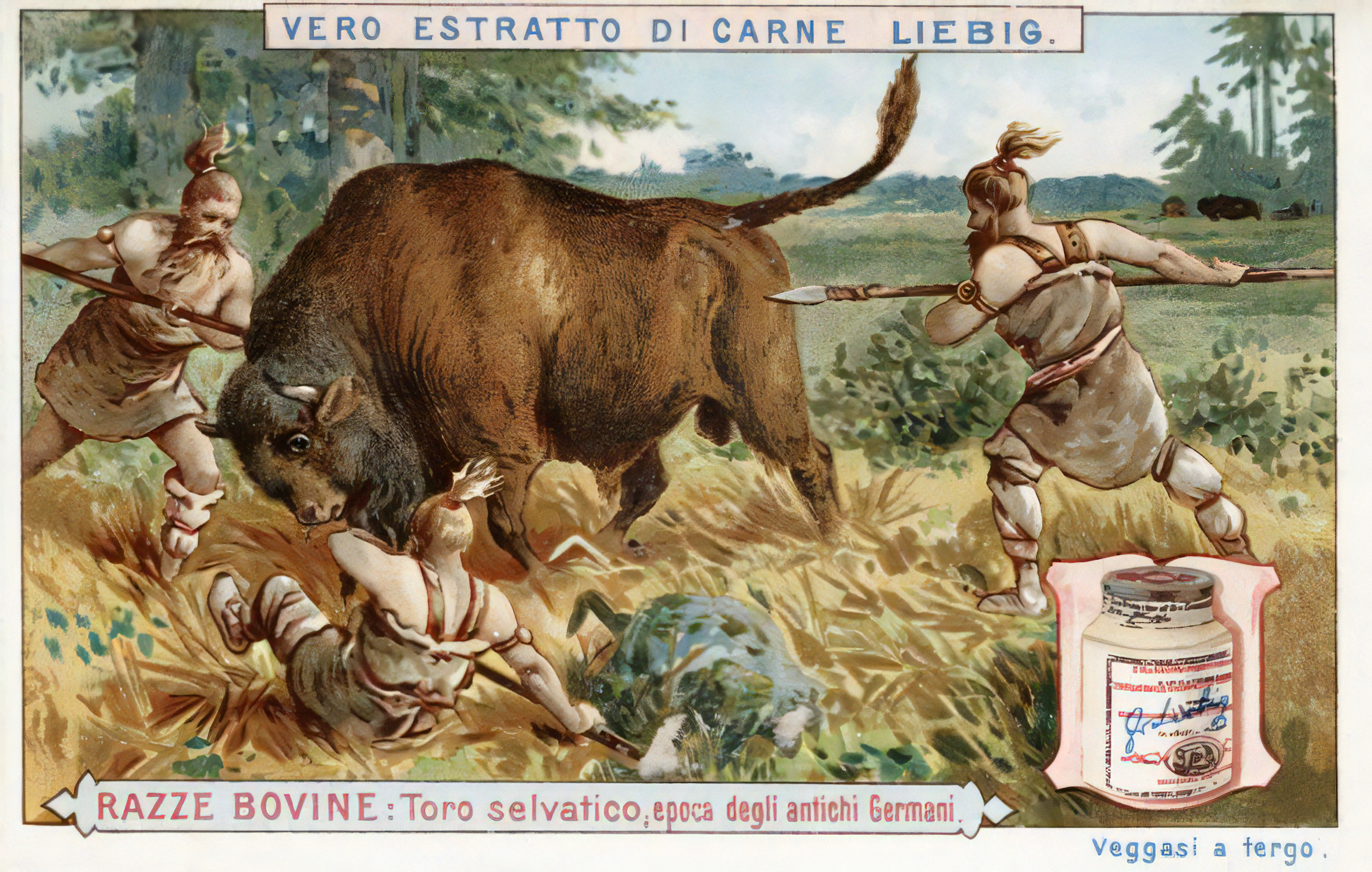
Italienisches Liebigbild um 1900

Liebigbilder sind Sammelbilder, beigefügt zu den Produktpackungen von Liebigs Fleischextrakt. Der Fleischextrakt wurde nach dem deutschen Chemiker Justus von Liebig (1803–1873) benannt.

## Herkunft

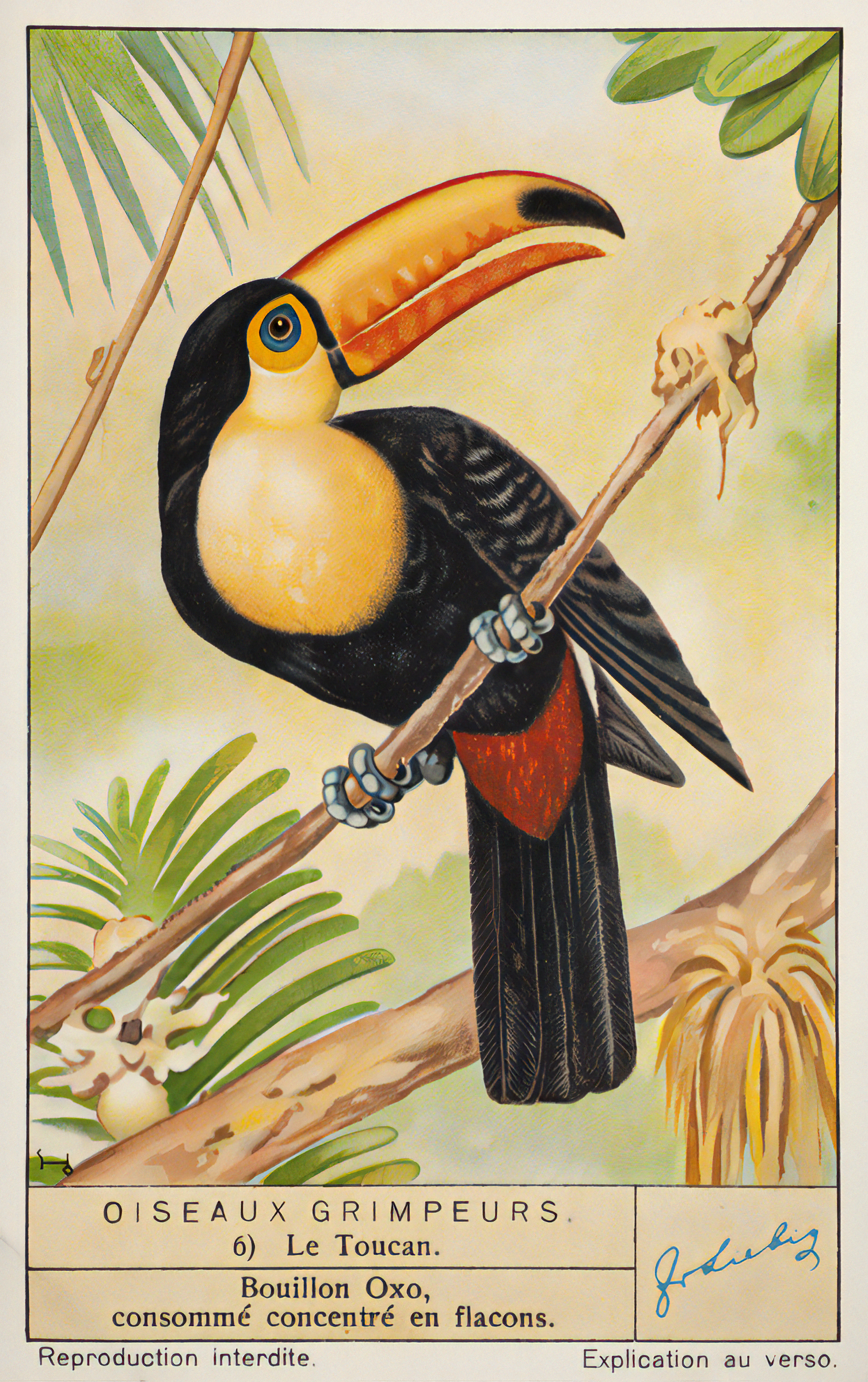
Liebigbild aus dem Jahr 1937

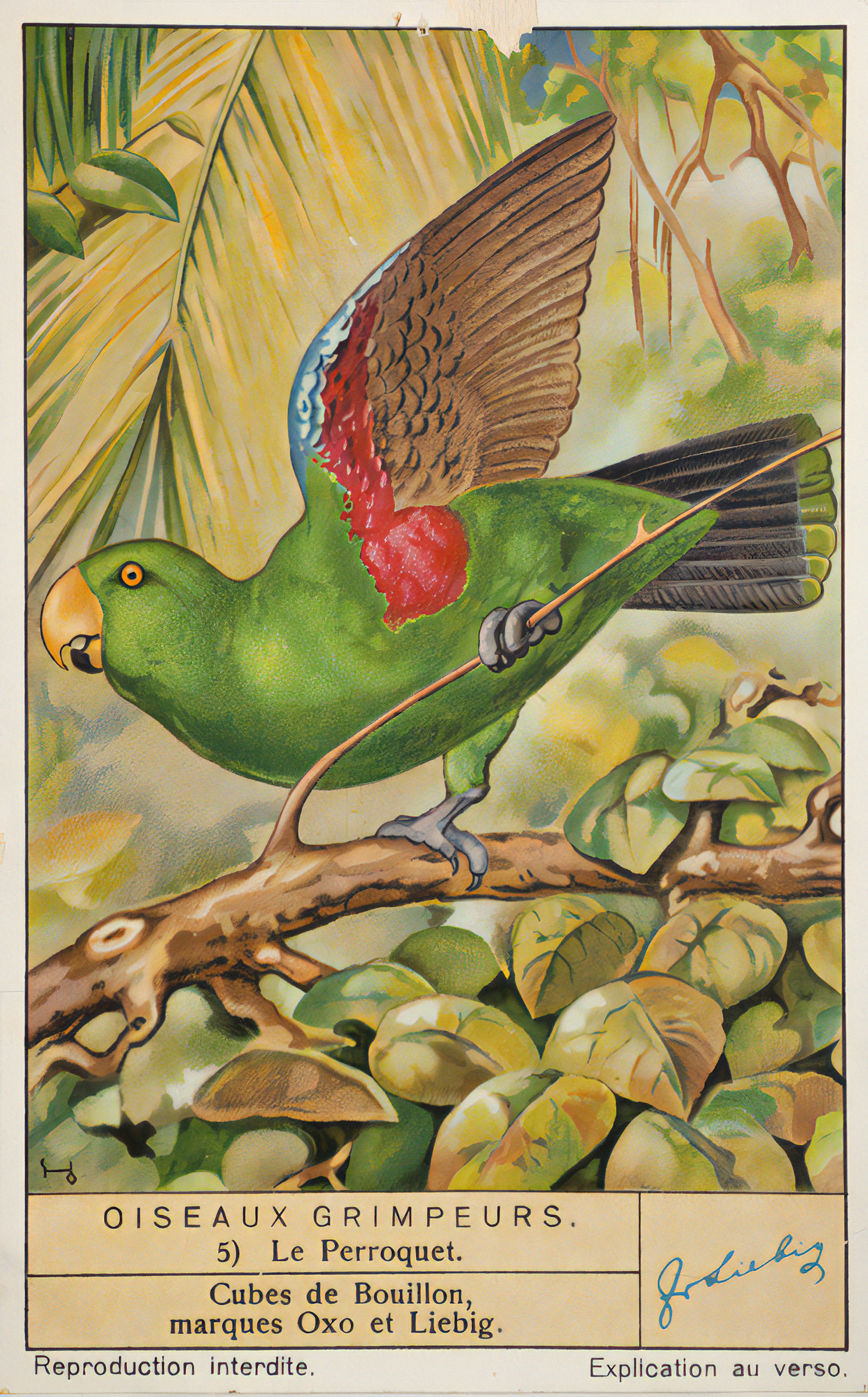
Liebigbild aus dem Jahr 1937

Neben wesentlich bedeutenderen Entdeckungen hatte Liebig 1847 durch Eindampfen eines Rindfleisch-Auszugs den Fleischextrakt entwickelt. Eine von dem Deutsch-Brasilianer Heinrich Georg Giebert 1862 in Antwerpen unter dem Namen Fray Bentos Compagnie Giebert gegründete Gesellschaft stellte den Extrakt ab 1864 in Fray Bentos in Uruguay industriell her. Da die Viehzucht für Leder und Fell ausgeführt wurde, ergab sich ein Überschuss an Fleisch, das im Gegensatz zum Extrakt nicht lange haltbar und schlecht weit zu transportieren war. 1865 wurde die Firma in „Liebig’s Extract of Meat Company“ umbenannt und der Hauptsitz nach London verlagert. Mit geschickter Werbung, die teilweise die Strategien heutiger Markenartikelwerbung vorwegnahm, erlebte sie einen schnellen Aufstieg zur marktbeherrschenden Weltfirma. Justus von Liebig und seine Erben konnten daraus kaum einen Nutzen ziehen, denn er besaß nur 100 Aktien und das Recht, das Produkt auf gleichbleibende Qualität zu überprüfen. 1968 wurde mit der englischen Firma Brooke Bond & Company fusioniert zur Brooke Bond Liebig Ltd. Der Partner war bereits für die Sammelbilder der „Brooke Bond Tea Cards“ bekannt. Im Jahr 1984 wurde das Unternehmen von Unilever übernommen.

## Entstehungsgeschichte

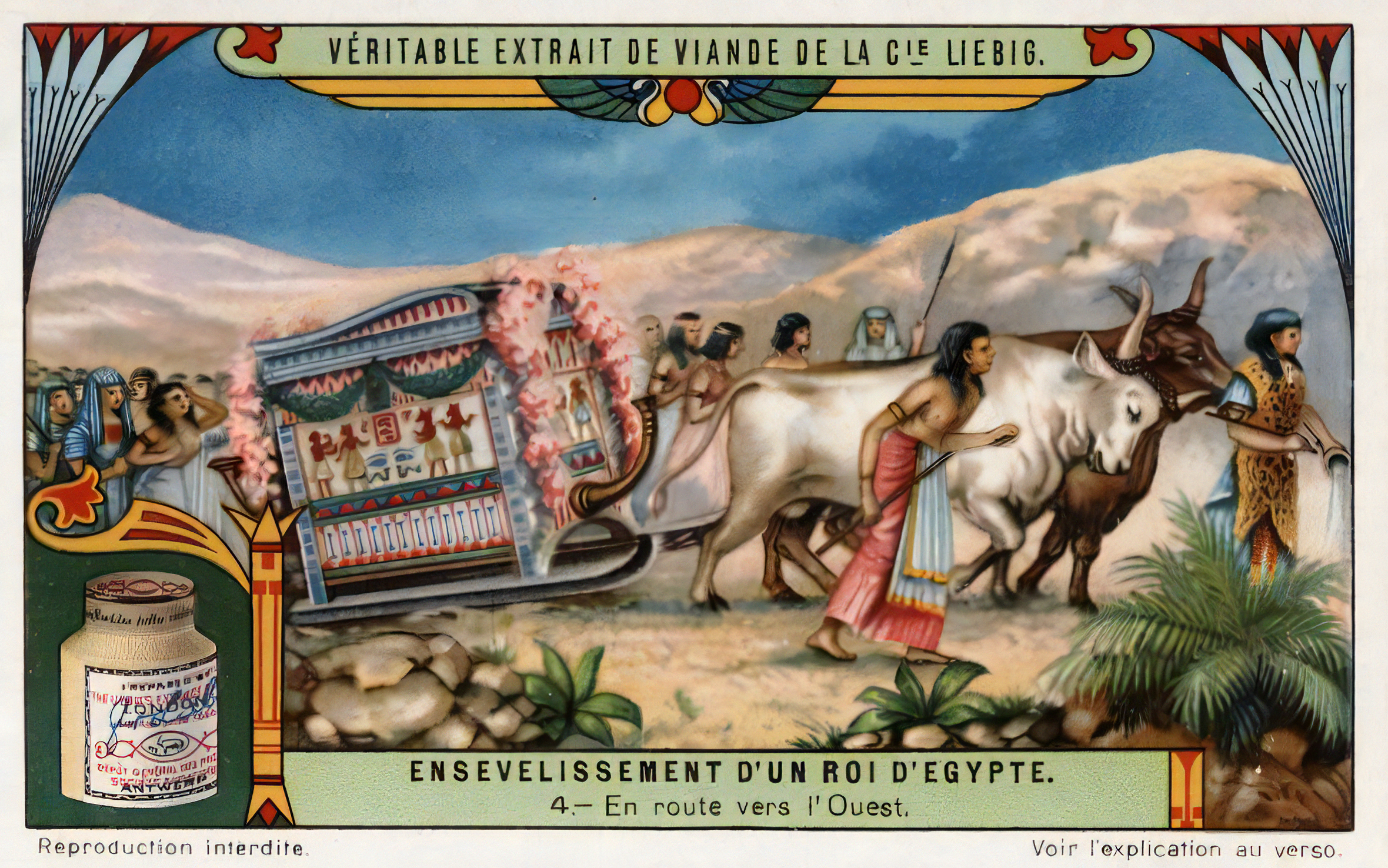
Französisches Liebigbild um 1900

Die ersten Liebigbilder erschienen um 1875 in Paris, als die Liebig Extract dort ein eigenes Werbebüro einrichtete. Die direkten Vorläufer sind Stuhlbilder (ab 1874), das waren kleine, bunt bedruckte Kärtchen mit dezentem Werbeaufdruck, die in den Pariser Parks die Nutzung eines gepachteten Stuhles oder einer Bank quittierten. Die frühesten Liebigbilder wurden zwar als Serien zu 3, 4, 5, 6, 8, 10, 12 und in einem Fall zu 24 Bildern gedruckt, aber zumeist einzeln abgegeben. Die geschlossene Abgabe ganzer Serien begann vermutlich ab 1880. Eine Serie bestand fast immer aus 6 Bildern im Format 105…110 × 70 mm. Bis etwa 1930 durfte der weiße gläserne Extrakttopf mit dem Schriftzug Liebigs auf den Bildern nicht fehlen.

## Sammlungen

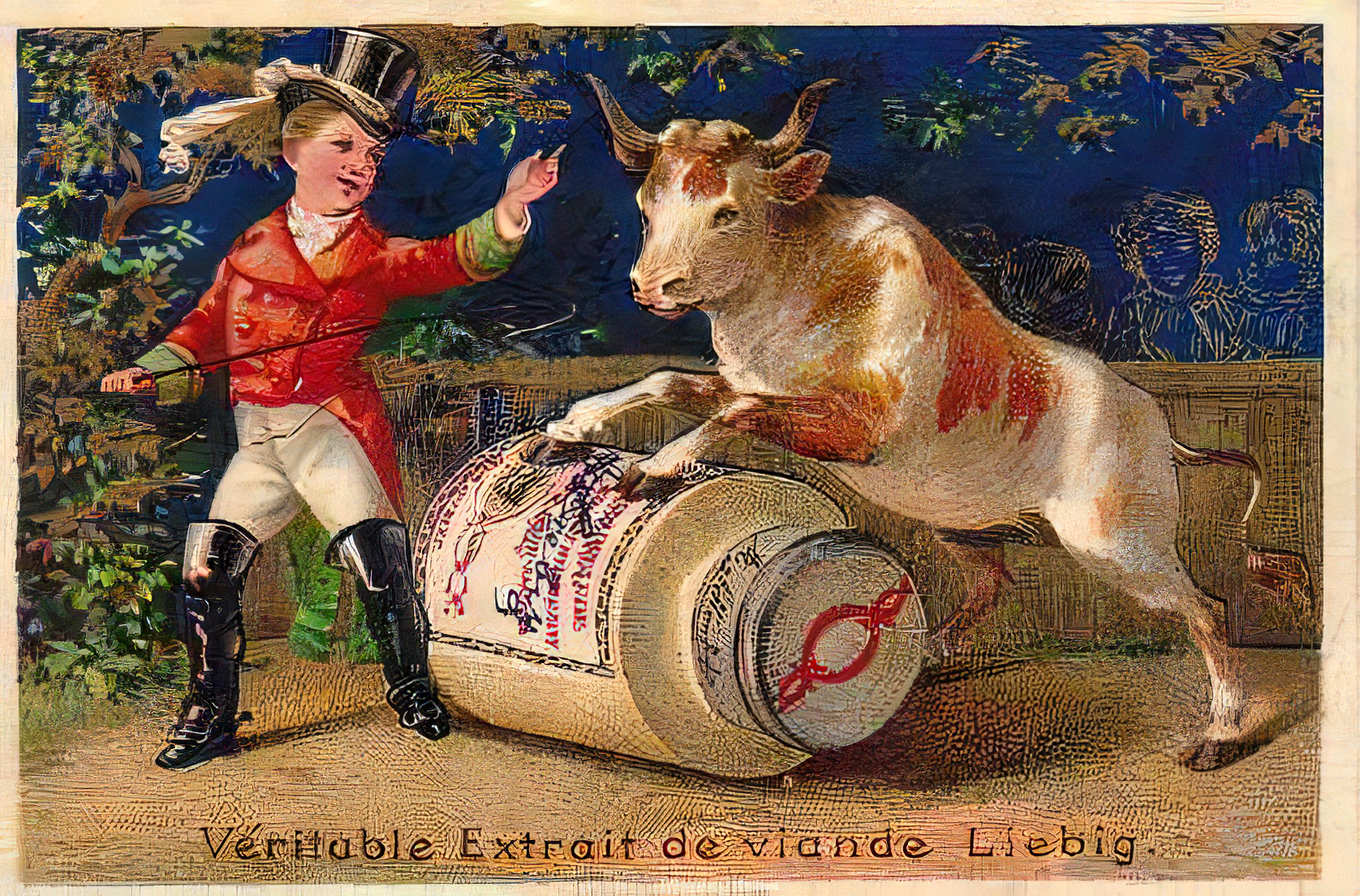
Französisches Liebigbild von 1884

Unterstützt von eigens dafür angebotenen Sammelalben setzte um 1890 das systematische Sammeln der Bilder ein und führte hauptsächlich in den folgenden 20 Jahren zu einer fast epidemischen Sammelleidenschaft. Es gab erste Kataloge, spezielle Zeitschriften und Händler. Seltene Serien wurden mit bis zu 300 Goldmark bezahlt, es gab sogar Fälschungen. Viele Firmen ahmten diese Art der Werbung der Liebig Company nach (auch hinsichtlich Themen, Format). Weil Fleischextrakt relativ teuer war, wurden Liebigbilder seinerzeit vorwiegend vom städtischen Bürgertum, seltener von Arbeitern oder der Landbevölkerung gesammelt. Die Werbung mit den Bildern funktionierte hervorragend, wenn es auch zeitweilig für die Firma problematisch war, dass das Werbemittel, das von den Kaufleuten nach Belieben abgegeben wurde, begehrter war als das Produkt selbst.
Bis zum Ersten Weltkrieg wurden die Bilder als Chromolithografien gedruckt, anfangs ausschließlich in Pariser Druckereien, ab etwa 1885 mehr und mehr in deutschen Betrieben. Später setzten sich unterschiedliche Offsetdruckverfahren durch. Nach dem Zweiten Weltkrieg wurden die Bilder überwiegend in Italien gedruckt. Nur wenige der entwerfenden Künstler sind namentlich bekannt. Auch über die vermutlich hohen Auflagen ist nichts Näheres bekannt.

## Darstellungen

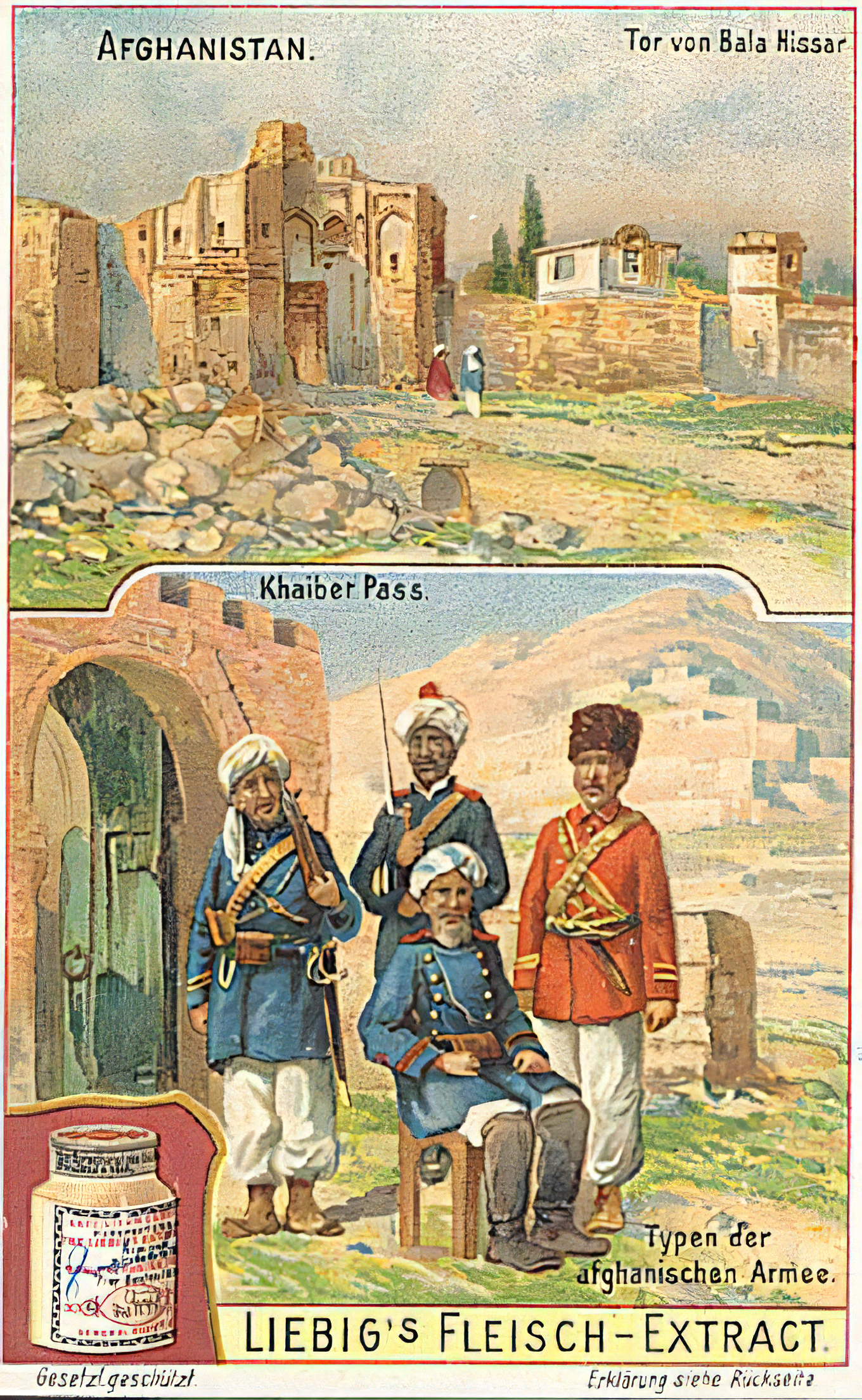
Deutsches Liebigbild (1910)
oben: Zitadelle Bala Hissar; unten Chaiber-Pass

Liebigbild Herat, 1910

Künstlerisch anspruchsvoll waren die Liebigbilder nicht. Nur von wenigen Bildern sind die – oft fest angestellten – Graphiker bekannt, keine der Darstellungen ist signiert. In der ersten Zeit enthielten die Bilder humoristische Einzeldarstellungen mit kindlichen Motiven.
Die Bildserien beschäftigten sich später mit einer großen Vielfalt von geografischen, naturkundlichen sowie geschichtlichen Themen und vermittelten unterstützt durch erklärende Texte auf den Rückseiten und eine ansprechende Gestaltung Vorstellungen über die Welt außerhalb des eigenen Erfahrungshorizonts. „Sie dienten als Schulbuch-Ergänzung und -Ersatz und prägten das Weltbild junger Menschen vermutlich in ganz beträchtlichem Maße, und zwar sowohl durch das wiederholte Betrachten und die damit verbundene intensive Rezeption als auch durch die transportierten Informationen – und die weggelassenen.“ Da viele Liebigbilder in mehreren Ländern und Sprachen erschienen, waren sie im Allgemeinen politisch und konfessionell neutral. Im Vergleich zu anderen Sammelbildern finden sich fast keine nationalistischen Motive. Erst ab 1933 gab es einige nur in Deutschland verteilte Serien. Im Zeitraum von etwa 100 Jahren sind 1870 Serien mit etwa 11.500 Bildern in 12 Sprachen ausgegeben worden. In Deutschland wurde die Abgabe 1940 eingestellt, in Belgien 1962 und in Italien 1975. Seit dem Jahr 1998 werden (nur in Italien) in kleiner Auflage wieder Liebigbilder ediert. Das Format hat sich etwas auf 105 × 60 mm geändert. Es werden pro Jahr etwa zwei bis drei Serien ausgegeben, Themen sind dabei Dinosaurier, Ballsportarten, der Euro, neue olympische Sportarten.